# Pontypridd RFC
Der Pontypridd Rugby Football Club ist ein Rugby-Union-Verein, der in der Welsh Premier Division spielt. Die Heimspiele werden in der Sardis Road ausgetragen.

## Geschichte
Der Pontypridd RFC wurde 1876 gegründet und war Gründungsmitglied der Welsh Rugby Union. Einer der Spieler des Vereins, Edward Llewellyn Treharne, nahm am ersten Länderspiel der walisischen Nationalmannschaft gegen England im Februar 1881 teil.
Zunächst befand sich der Sitz des Clubs in den Ynysangharad and Trallwn Fields, wo auch die Heimspiele ausgetragen wurden. 1891 zog der Verein in den Taff Vale Park um. Zehn Jahre später ging es weiter in den People’s Park, wo der Club während drei Jahren blieb, um 1904 wieder in die Ynysangharad Fields zurückzukehren.
Nach dem Ersten Weltkrieg fehlten Pontypridd finanzielle Mittel, um den Spielbetrieb sofort fortzusetzen. Die örtlichen Anhänger des Clubs machten es jedoch möglich, dass der Verein bald darauf wieder Partien bestreiten konnte. Für kurze Zeit benannte man sich in Pontypridd United Football Club um. Dieser Name hielt sich jedoch nur wenige Monate.
Auch im Anschluss an den Zweiten Weltkrieg gab es Schwierigkeiten für Pontypridd. Die Spieler mussten sich in den umliegenden Schwimmbädern umziehen und hatten somit einen weiten Weg zu den Spielplätzen. Der Verein zog in das Greyhound Inn und blieb dort bis 1961, als man ein neues Clubhaus am Nordeingang des Ynysangharad Parks eröffnete. Sportlich befand sich die Mannschaft im Mittelfeld der inoffiziellen walisischen Meisterschaft, schaffte jedoch einmal (1963) den ersten Rang.
1974 spielte der Verein sein erstes Spiel in Pwllgwaun, das bald darauf als Sardis Road bekannt wurde. Pontypridd begann bald darauf mit dem Bau einer Tribüne, Umkleideräumen und einer Flutlichtanlage. 1981 besuchte die australische Nationalmannschaft den Club und gewann dort nur knapp mit 6:3.
Als Ende der 1980er Jahre die Entscheidung fiel, eine walisische Liga einzuführen, war auch Pontypridd Teil der Überlegungen der WRU. 1990/91 folgte dann die erste Saison der neuen Liga, der 18 Vereine angehörten. Die 1990er Jahre wurden zu einer erfolgreichen Ära für den Verein. In dieser Zeit brachte er unter anderem Neil Jenkins hervor, der später zum Spieler mit den meisten Punkten weltweit werden sollte. Gegen Südafrika gab es am 22. November 1994 eine knappe 9:3-Niederlage. Im folgenden Jahr wurde Pontypridd nach Südafrika eingeladen, um dort gegen die Auswahlmannschaft des Regionalverbandes Northern Transvaal Rugby Union zu spielen.
In der Saison 2003/04 entstanden in Wales fünf regionale Mannschaften, die in der Celtic League antreten sollten. Dazu legte die WRU die vorhandenen Vereine zusammen. Pontypridd fusionierte mit dem Bridgend RFC zu den Celtic Warriors, die jedoch nach nur einer Saison wieder aufgelöst wurden. Der Pontypridd RFC blieb bestehen, wurde in die semiprofessionelle Welsh Premier Division eingegliedert und ist Teilbesitzer von Cardiff Rugby.
Ab der Saison 2009/10 wird der Verein am British and Irish Cup, einem Wettbewerb für zweitklassige Vereine, teilnehmen.

## Erfolge
- European Challenge Cup: Finalist 2002
- Welsh Premier Division: 1997, 2012
- walisischer Pokalsieger: 1996, 2002, 2006

## Bekannte ehemalige Spieler
| - Brent Cockbain - Ian Gough - Dafydd James - Gethin Jenkins - Neil Jenkins - Nicky Little (Fidschi) - Kevin Morgan - Michael Owen | - Sonny Parker - Matthew Rees - Robert Sidoli - Morgan Stoddart - Gareth Williams - Martyn Williams - John Yapp |